# 공준호
공준호(1989년 8월 29일 ~ )는 대한민국의 성우이다. 2014년에 KBS 공채 39기 성우로 입사하였다.

## 출연 작품

### TV

#### 외화
- 닥터후 시즌 10(KBS) - 더글러스(토니 가드너)

#### 다큐멘터리
- 2015.08.12 ~ 2015.08.13 KBS 1TV 광복70년 특집다큐 이상설 불꽃의 시간
- 2015.08.18 ~ 2015.08.21 KBS 1TV 다큐멘터리 광복 70년 특별기획 세계 석학이 본 대한민국 경제 100년
- 2015.09.18 제주MBC 창사 47주년 특집 도시 행복을 꿈꾸다 (내레이션)
- 2016.11.17 ~ 2016.12.01 대전MBC 창사 52주년 특별기획 3부작 화이트 골드, 400년의 여정 (내레이션)
- 2017.02.24 EBS 하나뿐인 지구 1378회 갑천은 살아있다 (내레이션)
- 2017.06.29 ~ 2017.07.06 전주MBC 창사 52주년 특별 기획 다큐멘터리 영농을 꿈꾼다 (내레이션)
- 2018.04.23 ~ 2018.04.30 KBS 1TV 월요기획 2부작 지진의 경고 (내레이션)
- 2018.12.30 YTN 특별기획 다큐멘터리 이산(離散)의 섬, 사할린 (내레이션)
- 2019.06.22 KBS 1TV 특선 다큐멘터리 사이언스 페어 천재들의 대결 (잭 안드라카, 폴테셴 役)
- 2020.02.09 JTBC 다큐플러스 노화를 극복하는 습관 (내레이션)
- 2020.06.23 ~ 2020.07.07 OBS경인TV BBC 휴먼기획 세계의 산맥 3부작 (내레이션)
- 2020.08.11 ~ 2020.08.25 OBS경인TV BBC 휴먼기획 빅 캣 3부작 (내레이션)
- 2022.03.08 ~ 2022.03.29 OBS경인TV BBC 휴먼기획 세계의 특별한 의식 4부작 (내레이션)
- 2022.08.09 ~ 2022.09.13 OBS경인TV BBC 휴먼기획 익스트림 웨더 6부작 (내레이션)
- 2023.01.29 KBS 1TV 동물의 왕국 메이팅 게임 뒷이야기 (올리 스콜리, 존 쿨리 役 外)
- 2023.02.20 ~ 2023.02.22 OBS경인TV 다큐 트릴로지 BBC 와일드 뉴질랜드 3부작 (내레이션)
- 2024.02.01 ~ 2024.04.18 국회방송 탐사보도 세계적 이슈 (더빙, 내레이션)
- 2024.07.06 ~ 2024.09.28 인디필름 오지의 산 사람들 (더빙)
- 2024.07.15 ~ OBS경인TV 오지의 산 사람들 (더빙)
- 2024.07.17 ~ 2024.10.09 OBS경인TV 오지의 산 사람들 스페셜 (더빙)
- 2024.11.09 ~ OBS경인TV 세계의 극한직업 (내레이션, 더빙)
- 2024.11.18 EBS 특집 다큐 위대한 유산, 남아시아 기후위기를 이겨낸 물 위의 농장 방글라데시 수상 농장 (내레이션)
- 2025.07.06 EBS 1TV 문화유산 코리아 백제역사유적지구 세계유산 등재10주년 (내레이션)
- 2025.09.01 ~ 2025.09.29 OBS경인TV BBC 특별기획 그린 플래닛 5부작 (내레이션)

#### 예능
- 2015.05.23 KBS 2TV 인간의 조건 도시농부 (내레이션)
- 2016 TV 책을 보다
- 2016.08.27 ~ 2016.10.08 TV조선 리본프로젝트 대세남 (내레이션)
- 2015.12.28 스포츠 이야기 운동화 2.0 (시상식 성우)
- 2018.03.05 ~ 2018.04.30 JTBC TV정보쇼 아지트 (내레이션)

#### 방송
- 2015.01.13 세계는 지금(World Today) 끝나지 않은 평화의 길, 남수단의 UN (내레이션)
- 2015.02.03 KBS 1TV 시사기획 창 셰일, 新금광시대를 열다
- 2015.02.14 KBS 2TV 추적 60분 자원외교의 민낯, 볼레오는 지금
- KBS 2TV TV소설 그래도 푸르른 날에
- 2016.11.18 SBS 2016 희망TV SBS 괜찮은 녀석들 (내레이션)
- 2021.12 올레 TV 본 자들 - 노 서든 무브 2부 (출연)
- 2022.09.25 JTBC 차이나는 클라스 276회 차이나는 K-클라스 8회 (안중근 役)
- 2023.04.19 KTV 국민방송 제63주년 4•19혁명 기념식 (현장해설)
- 2023.05.18 KTV 국민방송 제43주년 5•18민주화운동 기념식 (현장해설)
- 2023.06.06 KTV 국민방송 제68회 현충일 추념식 (현장해설)
- 2023.08.15 KTV 국민방송 제78주년 광복절 경축식 (현장해설)
- 2023.09.26 KTV 국민방송 제75주년 국군의 날 기념식
- 2023.10.03 KTV 국민방송 제4355주년 개천절 경축식
- 2023.10.17 KTV 국민방송 서울 ADEX 2023
- 2023.10.18 KTV 국민방송 제78주년 경찰의 날 기념식

### 라디오

#### SBS
이숙영의 러브FM (SBS 러브FM)
- 2016.03.28 ~ 2017.04 매일 코너 내 안의 그대 (진행)

유영재의 가요쇼 (SBS 러브FM)
- 2016.10.08 유쑈 5탄 공개방송 (장내성우)

정성호, 유혜영의 세상의 모든 소리 (SBS 러브FM)
- 2018.03.13 일일 디제이

허지웅쇼 (SBS 러브FM)
- 2021.05 ~ 2023.03 (상품협찬소개)

#### MBC
심야라디오 DJ를 부탁해 (MBC FM4U)
- 2016.04.01 (진행)

#### KBS
서울말 따라잡기 (KBS 한민족 방송)
- 2015.01.17 ~ 2016.01.10 콩트 (진행)

안녕하십니까 여기는 서울입니다 (KBS 한민족 방송)
- 2015.01.01 ~ 2015.12.31 세계는 지금 (진행)

글로벌 한국사, 그날 세계는 (KBS 1라디오)
- 2015.01.03 ~ 2015.12.31 (해설)

소설극장 (KBS 3라디오)
- 2014.01.21 ~ 2014.04.08 신봉승 作 왕을 만든 여자 (연산군 役 外)
- 2014.04.09 ~ 2014.05.19 임형욱, 강풀 作 그대를 사랑합니다
- 2014.05.20 ~ 2014.08.15 루이자 메이 올컷 作 작은 아씨들
- 2014.08.16 ~ 2014.09.12 노희경 作 세상에서 가장 아름다운 이별 (김근덕 役 外)
- 2014.09.13 ~ 2014.11.10 정유정 作 28 - (강진만 役 外)
- 2014.11.11 ~ 2014.12.21 어니스트 헤밍웨이 作 태양은 다시 떠오른다 (로메로 役 外)
- 2014.12.22 ~ 2015.01.16 정재민 作 보헤미안 랩소디
- 2015.01.17 ~ 2015.05.07 미겔 데 세르반테스 作 돈키호테 (이발사 役 外)
- 2015.05.08 ~ 2015.06.28 박민규 作 죽은 여왕을 위한 파반느 (주임 役)
- 2015.06.29 ~ 2015.08.15 프레데릭 배크만 作 오베라는 남자 (오베 役)
- 2015.08.16 ~ 2015.10.02 은희경 作 새의 선물 (박광진 役)
- 2015.10.03 ~ 2015.11.26 이광수 作 무정 (이형식 役)
- 2015.11.27 ~ 2016.01.08 양귀자 作 원미동 사람들 中 불씨 (진만부 役)

KBS 무대 (KBS 한민족 방송)
- 2014.04.05 상처엔 후~후라이 (벨보이 役)
- 2014.05.03 기억의 저편 (단원 役)
- 2014.05.10 한영우 (학생2 役)
- 2014.06.07 잠만 잘께요 (세입자2 役)
- 2014.06.14 거짓말 (직원2 役)
- 2014.06.28 아내를 (의심하지마라 종철 役)
- 2014.07.12 피아노 (종업원 役)
- 2014.07.19 문을 닫다 (전화속 가게주인 役)
- 2014.08.02 전화하는 남자 (남2 役)
- 2014.08.16 개구리 울음소리 (손님 役)
- 2014.09.06 마흔살의 커밍아웃 (친구1 役)
- 2014.09.20 카사노바 따라잡기 (조감독 役)
- 2014.10.04 너무 당당한 그녀 (불나비 役)
- 2014.10.11 연애를 읽다 (교도관 役)
- 2014.11.01 천국에서 온 편지 (인부2 役)
- 2014.11.08 윤달 (이장 役)
- 2014.12.06 예순님 (남3 役)
- 2014.12.20 탄원서 쓰는 여자 피고인 (남자 役)
- 2015.01.03일 문선생, 히말라야를 가다 (재우父 役)
- 2015.01.10 매미를 엿보다 (윤영父 役)
- 2015.01.17 첫사랑 사수 대작전 (취객 役)
- 2015.01.24 소금이 온다 (의사 役)
- 2015.01.31 쥐가 나타났다 (까페주인 役)
- 2015.02.14 잔혹낙원 (사회자 役)
- 2015.02.21 통화 (윤아부 役)
- 2015.03.07 행복을 지켜드립니다 (경찰 役)
- 2015.03.14 악행 컴퍼니 (코코팀장 役)
- 2015.03.28 봄봄 (남자2 役)
- 2015.04.25 논개 (강쇠 役)
- 2015.04.17 어느 쨍한 날 (앵커 役)
- 2015.05.02 장군멍군 (청년1 役)
- 2015.05.09 아버지의 이름으로 (재환친구 役)
- 2015.05.23 껌 뱉지 맙시다 (앵커 役)
- 2015.06.06 박색춘향 (양반1 役)
- 2015.07.11 여자 없는 남자들 (취객 役)
- 2015.08.01 푸르고 시린 (공내관 役)
- 2015.08.08 금혼식 (기사 役)
- 2015.08.15 기적 소리 (남자 役)
- 2015.08.29 죽거나 죽이거나 (작가 役)
- 2015.09.12 별일 없이 산다 (면접2 役)
- 2015.10.10 자살여행 (부장 役)
- 2015.11.07 파가니니를 위하여 (친구3 役)
- 2015.11.21 아버지의 탄생 (일진3 役)
- 2015.12.05 울 아빠는 아이돌 (기자1 役)
- 2015.12.12 카페라떼의 여자 (점장 役)
- 2015.12.26 뺑, 로또 그리고 선물 (주인 役)
- 2016.09.24 유성우 떨어지는 밤 (동진 役)
- 2022.08.06 라이팅 데이 (세찬 役)
- 2024.04.06 나의 엄마 (삼촌 役)

라디오 독서실 (KBS 1라디오)
- 2014.02.23 길을 잃다 (남자 役)
- 2014.03.23 몬순 (직원 役)
- 2014.03.30 무한의 흰 벽 (승객1 役)
- 2014.04.27 승강기 (주민 1 役)
- 2014.05.11 후남아, 밥먹어라 (어른2 役)
- 2014.05.24 여름의 맛 (운전사 役)
- 2014.07.12 초록이 지쳐 단풍이 드는데 (손님1 役)
- 2014.07.25 숫자꿈 (남진행 役)
- 2014.08.24 그리고 예외는 없었다 (세탁소, 최선생 役)
- 2014.08.31 우리 모두의 정귀보 (교수1 役)
- 2014.09.07 초야 (옥근 役)
- 2014.09.28 향나무 베게를 베고 자는 잠 (학예사1 役)
- 2014.10.05 굿바이 (기자 役)
- 2014.10.12 결혼기념일 (사채업자 役)
- 2014.10.19 여수 친구 (동료3 役)
- 2014.11.09 만보 걷기 (유학생 役)
- 2014.11.16 쏘아 올리다 (남자1 役)
- 2014.11.23 그럼 무얼 부르지 (키스남 役)
- 2014.11.30 누가 (고객1 役)
- 2014.12.07 별명의 달인 (체육교사 役)
- 2015.01.04 일금방울전 (도적1 役)
- 2015.01.11 살사댄서의 냉풍욕 (안경 役)
- 2015.02.15 포정관리 주식회사 (친구1 役)
- 2015.03.08 라면의 황제 (인호, 맏사위 役)
- 2015.03.22 리키의 화원 (매니저 役)
- 2015.03.29 동탯국 (동생 役)
- 2015.04.05 카메라 (관주 役)
- 2015.05.03 악어 패밀리 (3 役)
- 2015.05.10 달콤한 픽션 (소개팅남 役)
- 2015.06.07 영영, 여름 (매니저 役)
- 2015.07.19 1973년 여름, 베를린의 안개 (김만지 役)
- 2015.08.16 파트너 (해설)
- 2015.09.06 사물과의 작별 (할아버지 役)
- 2015.10.04 권순찬과 착한 사람들 (권순찬 役)
- 2015.11.15 뒷모습에 아프다 (조상병 役)
- 2015.12.13 알바생 자르기 (남편 役)
- 2016.01.24 태엽 (장이강 役)

라디오 문학관 (KBS 한민족 방송)
- 2017.07.20 피 그리고 복수 (백정훈 役)
- 2018.01.28 마지막 식사 (청년 役)
- 2018.04.15 골든 에이지 (나 役)
- 2018.07.29 어른은 권력이다 (나 役)
- 2019.01.06 새해 (나 役)
- 2020.11.29 크루 벙크 (조승준 役)
- 2021.10.24 반려 (나 役)
- 2022.09.04 웬즈데이 유스리치 클럽 (나 役)

라디오 극장 (KBS 한민족 방송)
- 2014.02.01 ~ 2014.02.28 정유정 作 내 인생의 스프링캠프 (김순경 役 外)
- 2014.03.01 ~ 2014.04.30 천명관 作 고래
- 2015.05.01 ~ 2015.05.31 임재희 作 당신의 파라다이스
- 2014.06.01 ~ 2014.06.30 김대현 作 홍도
- 2014.07.01 ~ 2015.07.31 이석원 作 실내인간
- 2014.08.01 ~ 2014.08.31 최재도 作 백 마흔번째 날의 아침
- 2014.09.01 ~ 2014.09.30 류영국 作 만월까지 (정창의 役 外)
- 2014.10.01 ~ 2014.10.31 윤고은 作 밤의 여행자들
- 2014.11.01 ~ 2014.11.30 전명 作 파라한 (파천 役 外)
- 2014.12.01 ~ 2014.12.31 손아람 作 소수의견 (김기자 役 外)
- 2015.01.01 ~ 2015.01.31 유영민 作 오즈의 의류수거함
- 2015.02.01 ~ 2015.02.28 조정래 作 인간연습 (박정태 役 外)
- 2015.03.01 ~ 2015.03.31 박지리 作 양춘단 대학탐방기 (준영 役 外)
- 2015.04.01 ~ 2015.04.30 정유정 作 7년의 밤
- 2015.05.01 ~ 2015.05.31 박민규 作 삼미 슈퍼스타즈의 마지막 팬클럽
- 2015.06.01 ~ 2015.06.30 이창훈 作 퇴계 이황이 된 고교 일진 라이언
- 2015.07.01 ~ 2015.07.31 김범 作 할매가 돌아왔다 (노진호 役)
- 2015.08.01 ~ 2015.08.31 강영숙 作 라이팅 클럽 (이시인 役)
- 2015.09.01 ~ 2015.09.30 박하익 作 선암여고 탐정단 (안채준 役)
- 2015.10.01 ~ 2015.10.31 박수정 作 프로젝트 S (염과장, 노상무 役)
- 2015.11.01 ~ 2015.11.30 정동재 作 『전우치』나는 술사(術士) 전우치로다 (윤공, 김선전관 役)
- 2015.12.01 ~ 2015.12.31 서진 作 하트 브레이크 호텔 (팀 헬러 役)
- 2016.01.01 ~ 2016.01.31 김휘 作 해마도시 (이기자 役 外)
- 2019.04.01 ~ 2019.04.30 배준 作 시트콤 (김혁 役)
- 2021.01.01 ~ 2021.01.21 정혁용 作 침입자들 (소장 役)
- 2023.06.01 ~ 2023.06.30 강성봉 作 카지노 베이비 (임정식 役)

다큐멘터리 역사를 찾아서 (KBS 1라디오)
- 2014.02.09 제485편 출정, 여진 정벌! (대신 役)
- 2014.03.01 제488편 북방영토 회복, 회령지역을 탈환하라! (신하 役)
- 2014.03.22 제491편 세종, 김종서 그리고 육진(六鎭) (수령 役)
- 2014.04.19 제495편 아악 정비, 율관, 그리고 도량형 (대신2 役)
- 2014.04.26 제496편 아악과 향악을 절충하여 새 예악을 만들다 (정흠지 役)
- 2014.04.28 제498편 “뇌물 수수 관행을 척결하라”
- 2014.04.30 제500편 김도련 노비사건 , 조말생 , 그리고 세종의 용인술
- 2014.06.14 제503편 세종, 성문법전을 정비하다 (하륜 役)
- 2014.06.28 제505편 세종이 생각한「죄와 벌」 (관리2 役)
- 2014.09.14 제516편 소헌왕후의 죽음과 심온의 명예회복 (김종서 役)
- 2014.09.21 제517편 문종의 제왕(帝王) 실습, 「대리청정」 (김종서 役)
- 2014.09.28 제518편 문종, 왕위에 오르다 (관리 役)
- 2014.10.05 제519편 갈등 - 왕실 불사(佛事) (홍일동 役)
- 2014.10.12 제520편 「노산군 일기」어떻게 읽을 것인가 (허후 役)
- 2014.10.19 제521편 수양은 대군(大君)에 만족하지 않았다 (정선 役)
- 2014.10.26 제522편 김종서는 안평대군과 손을 잡았는가 (계수 役)
- 2014.11.02 제523편 「계 유 정 난」 (곽연성 役)
- 2014.11.09 제524편 안평대군, 사약을 받다 (정인지 役)
- 2014.11.16 제525편 이징옥은 왜 반기(叛旗)를 들었나 (이행검 役)
- 2014.11.23 제526편 수양대군, 실권을 장악하다 (정종 役)
- 2014.11.30 제527편 단종, 왕위를 넘기다 (성삼문 役)
- 2014.12.07 제528편 「단종 복위」 거사는 물거품이 되고 (한명회 役)
- 2014.12.14 제529편 「사 육 신」 (간관1 役)
- 2014.12.21 제530편 단종애사 (관리, 남자 役)
- 2015.12.28 제531편 집현전을 혁파하다 (도승지 役)
- 2015.01.04 제532편 단종과 사육신, 멀고 먼 신원(伸寃)의 길 (대신1 役)
- 2015.01.11 제533편 「생육신」의 은거와 저항 (선비 役)
- 2015.01.18 제534편 횡행하는 난언(亂言) 그리고 언론탄압 (신하, 권반 役)
- 2015.02.01 제536편 세조의 주석(酒席) 정치와 ‘공신들의 세상’(권남 役)
- 2015.02.15 제538편 호적과 군적을 개정하다 (도승지 役)
- 2015.02.22 제539편 이시애, 난을 일으키다 (대신1 役)
- 2015.03.01 제540편 신숙주와 한명회를 의금부에 가두다 (이침 役)
- 2015.03.08 제541편 반란 진압군 출정하다 (윤자운 役)
- 2015.03.15 제542편 석달 동안의 내전, 반란이 평정되다 (유자광, 신귀옥 役)
- 2015.03.22 제543편 승정원으로 출근하는 재상-「원상(院相)」 (박원형 役)
- 2015.03.29 제544편 예종, 분경(奔競)을 엄단하다 (정인지 役)
- 2015.04.05 제545편 남이(南怡)는 반역을 모의했는가 (한계희 役)
- 2015.04.12 제546편 남이의 옥사, 어떻게 읽을 것인가 (신숙주 役)
- 2015.04.19 제547편 남이장군과 북정가 (北征歌) (대신3 役)
- 2015.04.26 제548편 대신이 두려워서 사초를 고쳤다! (강치성 役)
- 2015.05.10 제550편 열세 살의 어린 임금과 수렴청정 (김윤생 役)
- 2015.05.17 제551편 호패법을 폐하다 (대신1 役)
- 2015.05.31 제553편 열세 살 어린 임금, 공부에 빠지다 (한명회 役)
- 2015.06.07 제554편 회간왕, 그는 누구인가 (서거정 役)
- 2015.06.14 제555편 성종, 친정(親政)에 나서다 (관리1 役)
- 2015.06.21 제556편 원상제((院相制)를 폐지하고 홀로 서다 (박숭질 役)
- 2015.07.12 제559편 홍문관의 힘 - 임사홍을 몰아내다 (이승소 役)
- 2015.08.09 제563편 이상한 전쟁 - 성종 10년의 서북 정벌 (이극배 役)
- 2015.08.16 제564편 혹한의 압록강·무력시위·그리고 파진(罷陣) (김계창 役)
- 2015.08.30 제566편 어우동은 왜 죽어야 했나 (심회 役)
- 2015.09.06 제567편 명나라 후궁 한씨, 환관 정동, 그리고 한명회 (대신 役)
- 2015.09.20 제569편 성종과 한명회 - 그 공존과 극복 (강희맹 役)
- 2015.10.04 제571편 대간의 세력 확장과 성종과의 갈등 (판서 役)
- 2015.10.11 제572편 대간과 홍문관, 언론자유를 구가하다 (승지 役)
- 2015.10.18 제573편 대사헌 성현을 외직으로 내치다 (이덕숭 役)
- 2015.10.25 제574편 두만강 너머로의 북방원정, 무엇을 남겼나 (관원3 役)
- 2015.11.01 제575편 「경국대전」을 편찬하다 (대신3 役)
- 2015.11.08 제576편「사가독서」를 부활하다 (대신5 役)
- 2015.11.15 제577편「유구국」으로 떠밀려간 제주 사람들 577편 (관원2 役)
- 2015.11.29 제579편 「표해록」은 어떻게 만들어졌나 (관원1 役)
- 2015.12.13 제581편 연산군과 대간, 「수륙재」를 두고 충돌하다 (중종 役)

바람따라 구름따라 (KBS 한민족 방송)
- 2014.02.07 586화 (농장원 役)
- 2014.02.15 594화 (미국인 役)
- 2014.03.03 610화 (군인1 役)
- 2014.03.14 621화 (직원 役)
- 2014.03.22 629화 (경민 役)
- 2014.04.11 649화 (남자3 役)
- 2014.04.20 658화 (청년1 役)
- 2014.05.06 674화 (동생 役)
- 2014.05.12 680화 (학생2 役)
- 2014.05.22 690화 (청년3 役)
- 2014.09.10 704화 (남자 役)
- 2014.09.24 815화 (학생1 役)
- 2014.10.21 842화 (순찰대 役)
- 2014.11.28 880화 (보위원 役)
- 2014.12.31 913화 (남자2 役)
- 2015.02.02 946화 (남자2 役)
- 2015.02.10 954화 (학생1 役)
- 2015.02.16 960화 (톰 役)
- 2015.02.23 967화 (남자 役)
- 2015.03.07 979화 (청년1 役)
- 2015.03.09 981화 (남자2 役)
- 2015.03.13 985화 (광부2 役)
- 2015.03.29 1001화 (남자 役)
- 2015.03.31 1003화 (남자2 役)
- 2015.04.18 1021화 (남자2 役)
- 2015.04.25 1028화 (남자 役)
- 2015.04.29 1032화 (남자2 役)
- 2015.05.05 1038화 (안전원 役)
- 2015.05.16 1049화 (남자2 役)
- 2015.05.21 1054화 (노인 役)
- 2015.06.11 1075화 (동료 役)
- 2015.06.29 1093화 (군인1 役)
- 2015.07.10 1104화 (남자 役)
- 2015.07.13 1107화 (안전원 役)
- 2015.07.27 1121화 (남자1 役)
- 2015.08.09 1134화 (보위원 役)
- 2015.08.13 1138화 (아들 役)
- 2015.08.17 1142화 (남자1 役)
- 2015.08.25 1150화 (보안원2 役)
- 2015.09.04 1160화 (학생1 役)
- 2015.09.10 1166화 (인민반장 役)
- 2015.09.17 1173화 (지도원 役)
- 2015.09.24 1181화 (남자1 役)
- 2015.10.16 1203화 (과학자 役)
- 2015.10.21 1208화 (지배인 役)
- 2015.11.05 1222화 (남자 役)
- 2015.12.05 1252화 (보위원 役)
- 2015.12.21 1268화 (타격대2 役)
- 2015.12.31 1278화 (작업반장 役)

책 읽는 밤 (KBS 1라디오)
- 2014.02.19 문학의 숲을 거닐다 - 셰익스피어 作 베니스의 상인
- 2014.02.28 문학의 숲을 거닐다 - 백범김구 作 백범 일지
- 2014.03.01 문학의 숲을 거닐다 - 백범김구 作 백범 일지 (2)
- 2014.03.07 문학의 숲을 거닐다 - 프랭크 바움 作 오즈의 마법사
- 2014.03.08 문학의 숲을 거닐다 - 프랭크 바움 作 오즈의 마법사 (2)
- 2014.03.28 문학의 숲을 거닐다 - 마크 트웨인 作 살인, 미스테리 그리고 살인
- 2014.05.24 문학의 숲을 거닐다 - 아서 코난 도일 作 착각한 병사
- 2014.06.21 문학의 숲을 거닐다 - 니콜라스 고골 作 코
- 2014.07.19 문학의 숲을 거닐다 - 마르잔 사테라피 作 인생은 한숨
- 2014.08.12 책 속의 책 - 메슈 드 어베이투어 作 캠핑이란 무엇인가 (낭독)
- 2014.08.13 한주의 신간 - 아서 코난 도일 作 셜록홈즈
- 2014.08.16 문학의 숲을 거닐다 - 생 텍쥐페리 作 어린왕자
- 2014.08.19 책 속의 책 -크리스 베어드 作 세상을 바꾼 식물 이야기 100 (낭독)
- 2014.08.20 여름특집 추리 소설 읽는 밤 - 미야베 미유키 作 배반하지마
- 2014.08.23 문학의 숲을 거닐다 - 오 헨리 作 마음과 손
- 2014.08.27 여름특집
- 2014.09.03 한주의 신간
- 2014.09.27 문학의 숲을 거닐다
- 2014.10.18 문학의 숲을 거닐다
- 2014.10.25 문학의 숲을 거닐다
- 2014.11.01 문학의 숲을 거닐다

다큐멘터리 혁신의 승부사 (KBS 1라디오)
- 2014.03.03 ~ 2014.05.13 2화 모니터에 한글이 뜨기까지
- 2014.03.03 ~ 2014.05.13 3화 손정의, 300년 기업을 꿈꾸다 (테드 드로타 役 外)
- 2014.05.14 ~ 2014.07.25 4화 놀이, 게임 산업으로 탄생하다 (이재성 役 外)
- 2014.07.28 ~ 2014.09.19 5화 파괴적 혁신가, 알리바바의 마윈

KBS 라디오 특별기획 '부엉이 아저씨, 음악가 이야기 좀 들려주세요!' (KBS 3라디오)
- 2015.10.08 네 번째 이야기 - 베토벤 편 (베토벤 役)

이주향의 인문학 콘서트 (KBS 1라디오)
- 2015.10.22 공개방송 소설가 박범신 편 - 입체낭독

2016 대한민국 1교시 (KBS 3라디오)
- 2016.04.20 대화가 필요해

2018 대한민국 1교시 (KBS 3라디오)
- 2018.04.20 우리별을 구하라 (봉주 役 外)

라디오 여행기 (KBS 3라디오)
- 2019.08.14 ~ 2019.09.13 지리학자의 인문여행 (낭독)

#### 극동방송
FEBC 드라마
- 칠십 이레 시리즈 에피소드1 예루살렘 멸망 (가브리엘 役)
- 칠십 이레 시리즈 에피소드2 바벨론의 왕 (느브갓네살 役)
- 칠십 이레 시리즈 에피소드3 왕의 꿈 (벨사살 役)

무지갯빛 인생, 트루디
- 2022.06.05 ~ 2022.08.22 (타이틀, 빌리 그레이엄 役 外)

### 애니메이션
- 백설공주 사라진 아빠를 찾아서 (투덜이 役)
- 넷플릭스 오리지널 더 할로우 (아쿠마, 전쟁 役)
- 나나마루 산바츠 (호시나 役 外)
- 젤리고

### 팟캐스트
- 씨네타운 나인틴  (SBS)
- 공준호의 책 읽는 라디오
- 줄줄이 무비인

### 오디오 드라마
- 궁녀의 남자 (세자 役 外) (오디오 코믹스)
- 비차 (사운드북 블룸)
- 욕망하다 (현강훈 役 外) (네이버)
- 마귀 (호섭 役 外) (오디오 코믹스)
- 악당의 아빠를 꼬셔라 (디에리고 슈마르트 役 外) (카카오페이지)

### 오디오북
- 오리엔트 특급 살인 (부크 役 外) (황금가지)
- 다르면 다를수록 (오디언)
- 청춘의 문장들 (마음산책)
- 그렇게 몽땅 떠났습니다 (두사람)
- 누리고 음미하는 삶이 대하여 (티라미수더북)
- 난생처음 내 책 (포춘쿠키)
- 어린이 돈 스터디 (한솔수북)
- 삼국지 (올재 클래식스)
- 흙수저, 회귀로 재벌되다 (이하진 役 外) (윌라)
- 그녀의 일생 (소울하우스)
- 카라마조프네 형제들 (올재 클래식스)
- 오늘부터 내 방 출입 금지 (킨더랜드)
- 달팽이 달이기 (킨더랜드)
- 달글라스 (킨더랜드)
- 큰별 작은별 (킨더랜드)
- 고민이 고민이야 (킨더랜드)
- 복숭아 토끼 (반달)
- 여우 요괴 (반달)
- 당신이 나의 백신입니다 (한티재)
- 고독한 용의자 (칸즈위안 役 外)
- 열네 살의 내비게이션 (우림 할배, 우림 아빠 役)
- 늑대는 1층에만 (늑대 아빠 役 外)
- 돈키호테 (올재 클래식스)

### 공연
- 2016.07.13 청주MBC 입체 옴니버스식 총체 낭독 공연
- 2016 충북학교문화예술교육 페스티벌 - 더빙, 낭독 공연
- 2019 백범 김구 토크콘서트

### 게임
- 브라운 더스트 (나르타스 役 外)
- 더 도어 VR(VR스퀘어)
- 궨트 더 위쳐 카드게임
- 완미세계 - (쉐도우 마스터 役 外)
- 콜 오브 듀티: 모던 워페어
- 콜 오브 듀티 모던 워페어 III (립타이드 役)
- 사이버펑크 2077
- 월드 오브 워크래프트 (메릴레트, 피림 役 外)
- 원신 (일리야스 役 外)
- 검은사막 (벽계유생 선호, 서련방주 석건창 役 外)
- 디스라이트 (데이커 役)
- 찐삼국 (여포 役 外)
- AFK 새로운 여정 (브라이언, 카프라 役 外)

## 같이 보기
- 한국방송 성우극회
- 한국성우협회